# Kazimierz Kurnikowski
Kazimierz Zdzisław Kurnikowski, vel Kurnikowski-Jacobi (ur. 10 października 1885 w Nowym Sączu, zm. 19 września 1965 w Rio Ceballos, prow. Córdoba, Argentyna) – doktor prawa, austriacki sędzia, polski urzędnik ministerialny i konsularny, dyplomata.

## Życiorys
Syn Teofila urzędnika kolejowego i Marii z d. Jacobi. Uczęszczał do gimnazjum w Nowym Sączu w latach (1895–1901), i do III Gimnazjum im. Króla Jana III Sobieskiego w Krakowie (1901–1903), studia na Wydziale Prawa Uniwersytetu Jagiellońskiego (1903–1907), a następnie na Wydziale Filozoficznym tej uczelni (1908–1909 i 1911–1912). W 1909 uzyskał na UJ doktorat w zakresie prawa.
Podjął pracę w austriackim wymiarze sprawiedliwości – w charakterze praktykanta sądowego (1908–1911) w Sądzie Krajowym w Krakowie, sędziego w Sądzie w Chrzanowie (1911–1912), oraz w Sądzie Najwyższym i Kasacyjnym w Wiedniu (1912–1918).
Początkowo był wicesekretarzem w Ministerstwie Opieki Społecznej (1918). W 1919 przeszedł do służby zagranicznej, pełniąc funkcję konsula w Nowym Jorku (1919–1920), również kier. urzędu tamże (1920), konsula i kier. konsulatu/konsula generalnego w Pittsburghu (1920–1926), konsula generalnego w Chicago (1926–1928), pracownika Departamentu Konsularnego MSZ (1929–1931), konsula generalnego w Jerozolimie (1931–1937), Posła Nadzwyczajnego i Ministra Pełnomocnego w Buenos Aires (1937–1941), z akredytacją na Chile, Paragwaj i Urugwaj, Ekwador i Boliwię. Odwołany, pozostał na terenie Argentyny. W 1942 podjęto decyzję o zwolnieniu go ze służby państwowej.

## Ordery i odznaczenia
- Krzyż Oficerski Orderu Odrodzenia Polski (9 listopada 1931)[4]
- Krzyż Kawalerski Orderu Odrodzenia Polski
- Medal Dziesięciolecia Odzyskanej Niepodległości
- Srebrny Medal za Długoletnią Służbę
- Brązowy Medal za Długoletnią Służbę